# Per Bruun
Per Gunnar Bruun född 23 april 1944 i Stockholm, är svensk musiker (basist).
Per Bruun gick under hösten 1962 med som basist i redan befintliga The Sharks, som bestod av Ulf Arvidsson (sång och gitarr), Björn Magnusson (sång och gitarr) och Claes Henning (trummor). Bandet bytte då till namnet Beatmakers. 
Något senare anslöt Lars ”Lalla” Hansson (sång och gitarr) och bandet bytte en tid därefter till Fabulous Five, som blev Fabulous Four efter att Bruun slutat, och en kort tid senare även Henning, som då ersattes av Jan Sandelin (trummor).
Efter tiden med Fabulous Five fortsatte Bruun som medlem i gruppen Steampacket. De fick en smärre hit på Tio i Topp med låten Viva l'amour, som gruppen spelat in i London under sin andra englandsturné. Bandet framträdde även i Hylands hörna nyårsafton 1966. Efter åren med Steampacket startade Bruun bandet Fläsket brinner, tillsammans med Bengt Dahlén och Sten Bergman. Han har också spelat med Bernt Staf, KHO (Kenny Håkanssons Orkester), Tomas Ledin och i bandet Jaguar.
Bruun har under årens lopp gjort inhopp i otaliga sammanhang, samt även spelat som studiomusiker på ett flertal skivor. Han är sedan ett antal år tillbaka basist i rockjazzgruppen Wasa Express, samt protopunkgruppen Gudibrallan.

## Filmografi
- 1967 – Åsa-Nisse i agentform – musiker